# La Douche d'eau bouillante
La Douche d'eau bouillante er en fransk stumfilm fra 1907 af Georges Méliès.